# Папская капелла
Папская капелла (итал. cappella pontificia, cappella papale), официальное название с XIX века — Музыкальная папская Сикстинская капелла (итал. Cappella musicale pontificia Sistina) — один из старейших хоров мира, базируется в Сикстинской капелле, в Ватикане. Современный хор состоит из 20 постоянных взрослых певчих (11 теноров и 9 басов) и 30 солистов-мальчиков (сопрано и альтов).
Папская капелла, замысленная (после исторического перерыва) как продолжение средневековой папской Schola cantorum, была основана Сикстом IV в 1471 г. (под названием «Collegio dei Cappellani cantori») и первоначально состояла из 24 членов. Первую мессу с новым хором Сикст отслужил на Успение Богородицы 15 августа 1483 г. К XVI веку членство в Папской капелле стало чрезвычайно почётным (и прибыльным) для музыкантов всей католической Европы — здесь служили Жоскен Депре, К. де Моралес, Дж. П. да Палестрина, Л. Маренцио, Я. Аркадельт, Дж. М. Нанино и другие. Несколько крупных композиторов эпохи Возрождения, работавших здесь в XVI — первой половине XVII вв., объединяются понятием Римской школы. Современное официальное название «Cappella musicale pontificia Sistina» установилось в XIX веке.
Папская капелла является обязательным участником торжественных папских служб, в регулярных службах не участвует (для музыкального оформления таких служб используется Юлианская капелла). В репертуаре нынешнего хора не только сочинения композиторов Римской школы, но и современная хоровая музыка.
19 января 2019 года Папа Франциск передал ответственность за хор Сикстинской капеллы от Префектуры Папского Дома Службе папских литургических церемоний, согласно motu proprio опубликованному 19 января 2019 года .

## Дискография
- 2016 Palestrina, Missa Papae Marcelli (ed. critica). Mottetti (Deutsche Grammophon).
- 2015 Cantate Domino. La Cappella Sistina e la musica dei papi (Deutsche Grammophon). Первая в истории аудиозапись в стенах Сикстинской капеллы